# Thoms Fassung von Framstags freundlichem Folterfragebogen
Thoms Fassung von Framstags freundlichem Folterfragebogen (kurz TFFFFF oder T5F) bezeichnet einen vorformulierten Text mit der Aufforderung, umfassend Auskunft über personenbezogene Daten zu erteilen. Er wird gegen persönlich adressierte Werbung (siehe Spam) eingesetzt.  Er ist nicht auf E-Mail-Spam beschränkt und kann insbesondere auch gegen unerwünschte postale Werbebriefe eingesetzt werden.
Im Text des Schreibens wird ausführlich Bezug genommen auf die Auskunftspflichten, die dem werbenden Unternehmen nach dem Bundesdatenschutzgesetz obliegen. Das Unternehmen wird aufgefordert, die Herkunft und den Umfang der personenbezogenen Daten offenzulegen und keine weitere unverlangte Werbung mehr an den Unterzeichner zu schicken.
Der T5F wurde, schon bevor E-Mail-Spam zu einem Massenphänomen wurde, im Mai 2001 von einem Systemadministrator des Netzwerkbetreibers BelWü entwickelt. Er wird in Anti-Spam-Kreisen bis heute häufig genutzt. Der Begriff „T5F“ ist Bestandteil der Netzkultur.
Anlässlich der Datenschutz-Grundverordnung brachte die Computerzeitschrift c’t eine überarbeitete Fassung des Fragebogens heraus (mit kostenlosem Download unter „weiterführende Links“).

## Rechtliches
Der Chaos Computer Club Ulm weist in einem Disclaimer darauf hin, die Vorversion des T5F erfreue „sich zunehmender Beliebtheit, [sei] aber rechtlich umstritten“. Es wird nicht darauf eingegangen, worin dieses rechtliche Umstrittensein bestehen solle. Die Webseite zur aktuellen Version des T5F weist darauf hin, dass der Text ein „von Laien für Laien erarbeitetes Dokument“ sei. Sie ist als Solches zumindest eine gründliche Überarbeitung der Vorversionen, auf denen sie basiert.

## T5F als Spam-Mail (Hoax)
Seit Anfang 2007 kursiert der Folterfragebogen auch selbst als Spam-Mail. Dabei bekommen Homepagebesitzer fälschlicherweise E-Mails mit Betreffzeilen wie „Bitte beantworten Sie mir umgehend meinen T5F! (Folterfragebogen) Gerichtliche Anordnung droht!“. Im Text wird der Leser dazu aufgefordert, den Fragebogen ausgefüllt an den Absender (oft als „Rechtsabteilung“ ohne Firmenbezug angegeben) zurückzusenden. Über die Hintergründe dieser Spam-Mail-Aktionen liegen keine verlässlichen Informationen vor.
Wie bei Hoaxes und Kettenbrief-E-Mails üblich, wird empfohlen, diese E-Mails zu löschen und nicht zu beantworten und auch nicht weiterzusenden.